# Fongri 5 ½ HP
La Fongri 5 ½ HP è una motocicletta costruita dal 1913 al 1930 dalla casa motociclistica torinese Fongri.

## Il contesto
Sul finire del 1914 la situazione socio-politica in Italia non poteva definirsi tranquillizzante. L'infuriare della prima guerra mondiale nel resto d'Europa e le forti tensioni sociali che, pochi mesi dopo, avrebbero portato all'intervento italiano nel conflitto, non costituivano certamente il clima ideale per lanciare sul mercato prodotti costosi, raffinati e voluttuari, quali erano considerate all'epoca le motociclette. 
Tuttavia la giovane e piccola casa motociclistica Fongri decise, proprio nel gennaio del 1915, di annunciare l'inizio della produzione e l'imminente messa in vendita la sua "5 ½ HP", forse per tentare di acquisire commesse militari dall'Esercito Italiano o dalla vicina Francia, seguendo l'esempio della concittadina SIAMT che nel 1911 aveva fornito all'Esercito un lotto di motociclette, impiegate nella Guerra italo-turca.

## I prototipi
Il primo prototipo di questo modello era già stato ultimato nel 1913, ma il suo ideatore Eugenio Grignani, cofondatore della Fongri, era un tecnico assai scrupoloso e attento ad ogni particolare, tanto che contrariamente alle usanze dell'epoca, aveva deciso di costruire in proprio sia il carburatore, sia il cambio del tipo a train baladeur. 
La pignoleria di Grignani e la limitata disponibilità di fondi portarono comprensibilmente a un lento affinamento del prototipo che, in origine, aveva una cilindrata di 500 cm³, il cambio a due marce, la trasmissione finale a cinghia e il telaio rigido. 
Furono almeno tre i prototipi realizzati che, condotti dai fondatori della Fongri, i fratelli Grignani e Fontana, parteciparono al Gran Premio Torino del 1914, anche se il solo Eugenio riuscì a concludere i sei giri della gara.
Occorsero altri due anni per giungere alla versione ufficialmente posta in vendita nel 1915 e subito recensita dalla neonata rivista Motociclismo. Non è dato sapere se e quanti esemplari siano stati prodotti nel 1915, ma è ragionevole pensare che la produzione non sia iniziata. Nessun esemplare di quell'anno risulta registrato e, di fatto, durante la Grande guerra le officine della Fongri furono destinate a lavorazioni per materiale bellico e la normale produzione motociclistica poté riprendere solo nel 1919.

## La moto
La Fongri 5 ½ HP è una sottocanna dotata di un innovativo motore bicilindrico boxer lungitudinale a 4 tempi della cubatura a 576,9 cm³, probabilmente ispirato allo schema del propulsore motociclistico realizzato dall'inglese Douglas e, nel 1920, ripreso anche dall'ing. Martin Stolle per progettare il primo boxer BMW. 
Rispetto alla versione del 1915, rimasta allo stadio prototipale, per la rinnovata versione del 1919 viene adottato un cambio a tre marce e abbandonata la trasmissione a cinghia in favore della più moderna catena di trasmissione finale con carter a bagno d'olio. Il vecchio telaio rigido in tubi d'acciaio trafilato viene irrobustito con l'inserimento di rinforzi conici interni alle congiunzioni e dotato di un'originale forcella a bilancini con molle laterali di trazione, ideata da Grignani.
I cilindri sono in ghisa a testa fissa con alettatura notevolmente estesa e il blocco motore, divisibile verticalmente in due parti, racchiude l'albero a due manovelle collegato sulla sinistra ad un grosso volano esterno. Tale albero, ricavato al tornio in pezzo unico da un blocco d'acciaio, è disassato in modo da ridurre al minimo l'ovalizzazione dei cilindri per effetto della spinta assiale sulle loro pareti, nella fase di espansione. Particolarmente interessante il carburatore di tipo semiautomatico con comandi per aria e gas e vaschetta separata, costruito in un solo corpo con i collettori di alimentazione. 
Piuttosto tradizionale, in linea con la tecnica del tempo, il sistema di lubrificazione di tipo a perdita, ovvero con tubazioni dirette ai cilindri che, con il movimento di pistoni e bielle, dirottano ai vari cuscinetti del motore l'olio eccedente, pescato nell'apposito serbatoio da una pompa semiautomatica Enotz e da pompa supplementare ad azionamento manuale. Quest'ultima si rendeva necessaria, durante le lunghe percorrenze, al fine di assicurare un surplus di lubrificazione ai cuscinetti e al cilindro posteriore, assai meno esposto all'azione raffreddante dell'aria rispetto a quello anteriore.
Le prestazioni della motocicletta ben figuravano al confronto della coeva concorrenza delle "mezzo litro", esclusivamente composta da modelli monocilindrici, con una velocità di punta pari a 85 km/h e un'autonomia largamente superiore ai 200 km, grazie al serbatoio di carburante da 8,5 litri ed al modesto consumo medio di 3,5 litri per 100 km.

## Produzione ed evoluzione
La versione approntata nel primo dopoguerra risultò ben riuscita e ottenne lusinghieri apprezzamenti dalla stampa e dalla clientela, oltre a conquistare il Campionato italiano in pista per la classe fino a 1000 cm³, con il pilota Giovanni Borgotti, nella gara unica disputatasi a Milano sul circuito del Trotter il 26 ottobre 1919.
Il successo convinse un gruppo di industriali milanesi a investire la considerevole somma di 5 milioni di lire per industrializzare il prodotto. Alla fine del 1921 il piccolo opificio torinese venne abbandonato e la produzione trasferita alla moderna e attrezzata Società Anonima Officine Meccaniche di Ceriano Laghetto, appositamente fondata, in grado di sfornare numeri produttivi ben maggiori.
La joint venture tra la Fongri e la SAOM durò poco, probabilmente a causa delle resistenze di Eugenio Grignani verso soluzioni standardizzanti del processo di industrializzazione che determinavano una riduzione dei costi produttivi, ma anche un'inferiore qualità del prodotto. Sta di fatto che alla fine del 1922 la costruzione della "5 ½ HP" viene sospesa. 
L'attività della Fongri riprese all'inizio del 1924, sotto la ragione sociale "Motocicli Fongri Ditta Fratelli Grignani", all'interno della nuova officina attrezzata dai Grignani a Torino, in via Caraglio. La versione costruita nel 1924 è sostanzialmente identica alla precedente, ma poteva essere fornita anche in allestimento motocarrozzetta.
Nel 1925 la gamma venne ampliata e oltre alla versione "Standard" venivano prodotte la versione "Sport-Lusso", anch'essa accoppiabile a sidecar, e la versione speciale "Corsa", quest'ultima ottenibile solo su ordinazione. La versione "Sport-Lusso" conta sostanziali migliorie nell'adozione dei pistoni in alluminio della Borgo, una nuova frizione con comando al manubrio e il telaio a doppia culla. Le innovazioni consentivano alla "Sport-Lusso" di superare il "muro" dei 100 km/h. La speciale versione "Corsa" veniva costruita sulla base della "Sport-Lusso", ma con motore di cilindrata ridotta a 500 cm³, al fine di rientrare nella relativa classe sportiva, dotato di distribuzione a valvole in testa e l'impianto frenante rinforzato da un freno a disco anteriore comandato a filo.
Nel 1926 la moto cambia decisamente aspetto con il serbatoio a sella, ma è del 1927 la modifica più importante, tesa a risolvere i problemi di surriscaldamento del cilindro posteriore con l'adozione dell'impianto di raffreddamento a liquido.
Nella seconda metà degli anni venti le manovre finanziarie attuate dal Governo per il raggiungimento della "Quota 90" avevano fortemente compromesso le esportazioni dell'industria manifatturiera italiana e la "5 ½ HP" era un prodotto troppo raffinato e costoso perché il solo mercato italiano potesse garantirne la produzione in piccola serie. A tale congiuntura la Fongri tentò di reagire iniziando la produzione di economiche motoleggere, anche in versione per donne e clero. Tutto fu inutile; la grande crisi economica del 1929 diede il colpo di grazia alla piccola casa torinese che chiuse i battenti nel 1930.